# Wielichowo-Odbudowanie
Wielichowo-Odbudowanie – dawna część wsi Wielichowo-Wieś (do 2002 osada) w Polsce położona w województwie wielkopolskim, w powiecie grodziskim, w gminie Wielichowo. 1 stycznia 2003 ówczesna osada Wielichowo-Odbudowanie stała się częścią wsi Wielichowo-Wieś, a 31 grudnia 2007 została zlikwidowana jako osobna miejscowość.